# メッセージバード
メッセージバード（英: Message Bird）とはnano communication Co.,Ltd.が提供するスマートフォン向けのチャットアプリケーションである。愛称はメセバ。Google PlayとiTunesで合計260万ダウンロード以上されている。2019年9月30日をもってサービスを終了した。

## 概要
- 2011年8月にサービスを開始し、当初は1ヶ月に45万通程度であったが、12月には1日に100万通、翌年1月末には1日200万通に急成長[3]。
- メッセージがランダムに受信されるので、気になったものに返信することにより、送信者とやり取りすることができる。
- また、世界中に向けて、メッセージを書いて送信するとランダムに届けられる。
- 受信した人からほぼリアルタイムに返信があるのが特徴。
- メッセージ送信累計は100億通を超えている[2]。

## バードポイント
バードポイントは主にメッセージバードを使用する際に消費したり付与されるポイントである。略称はBP。新規ダウンロード時に150BP付与され、世界中の誰かに手紙を送ると5BPが消費される。また、メッセージに返信すると、1人につき初回の返信のみ1BPのみ付与される。BPはメッセージバードを使用する場合以外でも消費されることがあり、例えばプロフィールの画像変更では10BPが消費される。

## NGワード
メッセージをやり取りするうえでNGワードが厳しく設定されている。アプリのFAQでは「何処の誰にとどくかわからないから、相手を傷つけるような言葉がないか厳しく禁止ワードをチェックしてるよ！また、メッセージバードでは他アプリやサイト・サービスへの執拗な勧誘も禁止してるから気をつけてね！」と説明されている。NGワードに該当したメッセージは送信できずに訂正を求められ、運営事務局によって直近のやりとりを確認される。

### NGワードの一例
- @ (アットマーク) - メールアドレス交換防止
- 連絡手段となるアプリ名
  - LINE
  - カカオトーク - カカオバター、カカオ豆など「カカオ」を含むメッセージも送信不可
  - Skype
- 性的な内容
  - Sex - SEX and the CITYなど一部例外あり

## ピクチャーメール機能
2014年3月より、送信メールに画像を添付できる機能が追加された。アプリ上に画像を4枚までストックでき、メッセージを送信する際にその4枚の中から選ぶ仕組みである。画像が4枚に達した場合は画像を削除したうえで、1日10枚を限度として、1度に4枚までストックできる。なお、この機能は過去に利用停止歴のあるユーザーは使用することができない。

## 通話機能
2015年10月より、ユーザー同士で無料通話ができる機能が追加された。誰にでも通話できるわけではなく、返信をした相手のみかけることが可能。サービス開始以降、特に深夜帯で通話を希望するユーザーが増えている。

## 利用制限・利用停止
NGワードに該当するメッセージを何度も送信しようとし運営事務局によって悪質と判断された場合や、不適切な画像をプロフィール画像に設定した場合、数十通の連続投稿をした場合などに、利用制限や利用停止になることがある。

### 利用制限
利用制限になった場合、送受信が制限される。世界中に向けたメッセージが送信できなくなり、受信メッセージ数が大幅に減少する。受信したメッセージに返信したり、フレンドに向けたメッセージを送信することに制限はかからない。利用制限は、適切な内容のメッセージを一定数送り続けることにより解除され、時間経過では解除されない。

### 利用停止
利用停止になった場合、アプリを起動した際に、あと何日と何時間と何分で利用停止が解除されるかというカウントダウンが表示される。利用停止期間中は運営事務局にメッセージを送信することと、機種変更手続きのコードを入力すること以外、プロフィール更新など何もできない。利用停止が解除されると、利用制限になる。

### 永久利用停止
アプリを起動すると、「お客様は永久利用停止となりました。ご利用ありがとうございました。」と表示され、運営事務局にメッセージを送信することと、機種変更手続きのコードを入力すること以外何もできなくなる。

## メディア
2012年12月25日、2013年1月8日、2月5日、3月5日、4月30日、5月21日放送(いずれもテレビ東京での放送日)のオードリーの神アプリ@新世紀-UP DATE-で紹介され、条件をクリアするとオリジナルのバードが手に入るというコラボ企画が行われた。またオードリーの若林正恭がプライベートで本アプリを利用し、エジプト人と交流したということが番組内で明らかになった。